# Jorge Rivera López
Jorge Rivera López, né à Buenos Aires le 19 mars 1930 et mort le 5 septembre 2024 est un acteur argentin de théâtre, de cinéma et de télévision. Il joue dans plus de 60 pièces de théâtre.

## Biographie
Jorge Rivera López est diplômé en 1952 de l'Escuela Nacional de Arte Dramático. Il fait partie de la distribution de la Comedia Nacional sous la direction d'Orestes Caviglia. Il a joué dans plus de 60 pièces, dont Facundo en la Ciudadela de Vicente Barbieri, Asesinato en la catedral de T. S. Eliot, Los Mellizos de Plaute et El Hombre Superhombre (Homme et Surhomme) de Bernard Shaw.
En 1980, il remporte les prix Molière et Estrella de Mar.
Au cinéma, il joue dans La Fiaca, La Patagonia rebelde, Momentos robados, Cómplices et Triángulo de cuatro et dans tous les films du réalisateur Rodolfo Kuhn.
À partir de 1981, Jorge Rivera López devient l'un des protagonistes du mouvement du Théâtre ouvert, une réaction culturelle contre la dictature militaire qui a une large influence sur la population. Osvaldo Dragún organise le mouvement avec d'autres hommes et femmes de théâtre comme Roberto Cossa, Luis Brandoni et Pepe Soriano, soutenus par Adolfo Pérez Esquivel, prix Nobel de la paix 1980, et Ernesto Sabato. Le cycle se répète en 1982, en 1983 (avec le slogan « ganar la calle » qui signifie « gagner la rue ») et en 1984 (« el teatrazo »).
En 1959, il participe à l'émission Historia de jóvenes diffusée par la chaîne 7, qui a reçu le prix Martín Fierro cette année-là dans la catégorie des novelas.